# Research Domain Criteria
O projeto Research Domain Criteria (RDoC) é uma iniciativa de medicina personalizada em psiquiatria desenvolvida pelo US National Institute of Mental Health (NIMH).
Em contraste com o Manual Diagnóstico e Estatístico de Transtornos Mentais (DSM) mantido pela American Psychiatric Association (APA), o RDoC visa abordar a heterogeneidade na nosologia atual, fornecendo uma estrutura de base biológica, em vez de baseada em sintomas, para a compreensão Transtornos Mentais.

## Chamada para criação

O Instituto Nacional de Saúde Mental supervisiona a iniciativa RDoC.

O Plano Estratégico do NIMH de 2008 exige que o NIMH “Desenvolva, para fins de pesquisa, novas maneiras de classificar os transtornos mentais com base em dimensões de comportamento observável e medidas neurobiológicas”.
A justificativa para um novo sistema diagnóstico seria a crítica da falta de alinhamento dos sistemas de classificação atual (DSM e CID) com a neurociência moderna. Além disso, as categorias diagnósticas no DSM e na CID são muito heterogêneas e não resolveram o problema da baixa confiabilidade do diagnóstico em Psiquiatria.

## Contraste com o DSM
Em 29 de abril de 2013, poucas semanas antes da publicação do DSM-5, o diretor do NIMH, Thomas Insel, publicou um post no blog criticando a metodologia do DSM e destacando a melhoria oferecida pelo projeto RDoC.

Escreveu Insel:
Embora o DSM tenha sido descrito como uma 'Bíblia' para o campo, é, na melhor das hipóteses, um dicionário, criando um conjunto de rótulos e definindo cada um. A força de cada uma das edições do DSM tem sido a “confiabilidade” – cada edição garantiu que os médicos usem os mesmos termos da mesma maneira. A fraqueza é a sua falta de validade. Ao contrário de nossas definições de cardiopatia isquêmica, linfoma ou AIDS, os diagnósticos do DSM são baseados em um consenso sobre agrupamentos de sintomas clínicos, não em qualquer medida laboratorial objetiva.
Nesse post, Insel escreveu: "Pacientes com transtornos mentais merecem melhor". Mais tarde, ele elaboraria esse ponto, dizendo: “Eu olho para os dados e estou preocupado. ... Não vejo redução na taxa de suicídio ou prevalência de doença mental ou qualquer medida de morbidade. Eu vejo isso em outras áreas da medicina e não vejo isso para doença mental. Essa foi a base para o meu comentário de que as pessoas com doença mental merecem melhor.” 

Em seu esforço para resolver seus problemas com o novo DSM, o NIMH lançou o Research Domain Criteria Project (RDoC), baseado em quatro premissas:

- Uma abordagem diagnóstica baseada na biologia, bem como nos sintomas, não deve ser restringida pelas categorias atuais do DSM,
- Os transtornos mentais são transtornos biológicos que envolvem circuitos cerebrais que envolvem domínios específicos da cognição, emoção ou comportamento,
- Cada nível de análise precisa ser entendido em uma dimensão de função,
- Mapear os aspectos cognitivos, de circuito e genéticos dos transtornos mentais produzirá novos e melhores alvos para o tratamento.

Insel salientou que o RDoC não foi concebido como critério de diagnóstico para substituir o DSM, mas sim como uma estrutura de pesquisa, para desenvolvimento futuro. Seu argumento gira em torno da afirmação de que "o diagnóstico baseado em sintomas, uma vez comum em outras áreas da medicina, foi amplamente substituído no último meio século, pois entendemos que os sintomas sozinhos raramente indicam a melhor escolha de tratamento". Como resultado dessa posição, o NIMH não está mais usando o DSM como critério para avaliar o financiamento de futuros ensaios clínicos.

O pesquisador do DSM Eric Hollander foi citado como tendo dito: “Eu acho que isso representa uma falta de interesse e fé em nome do NIMH para o processo DSM e um investimento em sistemas de diagnóstico alternativos”.
Atualmente, o diagnóstico de transtornos mentais é baseado na observação clínica e nos relatos de sintomas fenomenológicos dos pacientes... No entanto, ao anteceder a pesquisa neurocientífica contemporânea, o sistema diagnóstico atual não é informado por avanços recentes na genética; e neurociência molecular, celular e de sistemas.

## Matriz RDoC
A matriz RDoC é uma forma de organizar os conceitos envolvidos, com domínios como tabelas, construções como linhas, subconstruções como sublinhas e unidades de análise frequentemente apresentadas como colunas.
| Construir / Subconstruir | Construir / Subconstruir | Moléculas | Células                                    | Circuitos Neurais | Fisiologia | Comportamento | Auto-relatos              | Paradigmas |
| ------------------------ | ------------------------ | --- | ------------------------------------------ | --- | --- | --- | ------------------------- | --- |
| Ameaça Aguda ("Medo")    | Ameaça Aguda ("Medo")    | BDNF CCK Cortisol / Corticosterone CRF family Dopamine Endogenous cannabinoid FGF2 GABA Glutamate Neuropeptide S Neurosteroid NMDAR NPY OX Oxytocin Serotonin Vasopressin | GABAergic cells Glia Neuron Pyramidal cell | Amygdala basal aCeN lateral medial ACC dorsal rostral Autonomic nervous system Hippocampus posterior anterior Hypothalamus ICMs Insular cortex OFC PAG dPAG vPAG Pons LC PFC vmPFC (il) dmPFC (pl) LPFC / insula RPVM | BP EDA EMG facial Eye tracking Heart rate Pupillometry Breathing Response accuracy Startle context fear-potentiated | Analgesia Early developmental approach Avoidance Facial expression Freezing Open field Inhibitory control Response time Risk assessment Social approach | Fear survey schedule SUDS | Behavioral approach test CO 2 challenge test Cold pressor test Fear conditioning Stranger tests Trier social stress test |

| Construir / Subconstruir  | Construir / Subconstruir                  | Moléculas                        | Células                          | Circuitos Neurais                | Fisiologia                       | Comportamento                    | Auto-relatos                     | Paradigmas                       |
| ------------------------- | ----------------------------------------- | -------------------------------- | -------------------------------- | -------------------------------- | -------------------------------- | -------------------------------- | -------------------------------- | -------------------------------- |
| Capacidade de Recompensa  | Antecipação de recompensa                 | Elementos (Correlacionados) <br> | Elementos (Correlacionados) <br> | Elementos (Correlacionados) <br> | Elementos (Correlacionados) <br> | Elementos (Correlacionados) <br> | Elementos (Correlacionados) <br> | Elementos (Correlacionados) <br> |
| Capacidade de Recompensa  | Resposta inicial à recompensa             | Elementos (Correlacionados) <br> | Elementos (Correlacionados) <br> | Elementos (Correlacionados) <br> | Elementos (Correlacionados) <br> | Elementos (Correlacionados) <br> | Elementos (Correlacionados) <br> | Elementos (Correlacionados) <br> |
| Capacidade de Recompensa  | Saciação de recompensa                    | Elementos (Correlacionados) <br> | Elementos (Correlacionados) <br> | Elementos (Correlacionados) <br> | Elementos (Correlacionados) <br> | Elementos (Correlacionados) <br> | Elementos (Correlacionados) <br> | Elementos (Correlacionados) <br> |
| Aprendizado de recompensa | Aprendizagem Probabilística e por Reforço | Elementos (Correlacionados) <br> | Elementos (Correlacionados) <br> | Elementos (Correlacionados) <br> | Elementos (Correlacionados) <br> | Elementos (Correlacionados) <br> | Elementos (Correlacionados) <br> | Elementos (Correlacionados) <br> |
| Aprendizado de recompensa | Erro de previsão de recompensa            | Elementos (Correlacionados) <br> | Elementos (Correlacionados) <br> | Elementos (Correlacionados) <br> | Elementos (Correlacionados) <br> | Elementos (Correlacionados) <br> | Elementos (Correlacionados) <br> | Elementos (Correlacionados) <br> |
| Aprendizado de recompensa | Hábito - PVS                              | Elementos (Correlacionados) <br> | Elementos (Correlacionados) <br> | Elementos (Correlacionados) <br> | Elementos (Correlacionados) <br> | Elementos (Correlacionados) <br> | Elementos (Correlacionados) <br> | Elementos (Correlacionados) <br> |
| Avaliação de recompensa   | Recompensa (probabilidade)                | Elementos (Correlacionados) <br> | Elementos (Correlacionados) <br> | Elementos (Correlacionados) <br> | Elementos (Correlacionados) <br> | Elementos (Correlacionados) <br> | Elementos (Correlacionados) <br> | Elementos (Correlacionados) <br> |
| Avaliação de recompensa   | Atraso                                    | Elementos (Correlacionados) <br> | Elementos (Correlacionados) <br> | Elementos (Correlacionados) <br> | Elementos (Correlacionados) <br> | Elementos (Correlacionados) <br> | Elementos (Correlacionados) <br> | Elementos (Correlacionados) <br> |
| Avaliação de recompensa   | Esforço                                   | Elementos (Correlacionados) <br> | Elementos (Correlacionados) <br> | Elementos (Correlacionados) <br> | Elementos (Correlacionados) <br> | Elementos (Correlacionados) <br> | Elementos (Correlacionados) <br> | Elementos (Correlacionados) <br> |

| Construir / Subconstruir | Construir / Subconstruir                                                                                        | Moléculas                        | Células                          | Circuitos Neurais                | Fisiologia                       | Comportamento                    | Auto-relatos                     | Paradigmas                       |
| ------------------------ | --- | -------------------------------- | -------------------------------- | -------------------------------- | -------------------------------- | -------------------------------- | -------------------------------- | -------------------------------- |
| Atenção                  | Atenção | Elementos (Correlacionados) <br> | Elementos (Correlacionados) <br> | Elementos (Correlacionados) <br> | Elementos (Correlacionados) <br> | Elementos (Correlacionados) <br> | Elementos (Correlacionados) <br> | Elementos (Correlacionados) <br> |
| Percepção                | Percepção visual                                                                                                | Elementos (Correlacionados) <br> | Elementos (Correlacionados) <br> | Elementos (Correlacionados) <br> | Elementos (Correlacionados) <br> | Elementos (Correlacionados) <br> | Elementos (Correlacionados) <br> | Elementos (Correlacionados) <br> |
| Percepção                | Percepção Auditiva                                                                                              | Elementos (Correlacionados) <br> | Elementos (Correlacionados) <br> | Elementos (Correlacionados) <br> | Elementos (Correlacionados) <br> | Elementos (Correlacionados) <br> | Elementos (Correlacionados) <br> | Elementos (Correlacionados) <br> |
| Percepção                | Olfativo / Somatossensorial / Multimodal / Percepção                                                            | Elementos (Correlacionados) <br> | Elementos (Correlacionados) <br> | Elementos (Correlacionados) <br> | Elementos (Correlacionados) <br> | Elementos (Correlacionados) <br> | Elementos (Correlacionados) <br> | Elementos (Correlacionados) <br> |
| Memória declarativa      | | Elementos (Correlacionados) <br> | Elementos (Correlacionados) <br> | Elementos (Correlacionados) <br> | Elementos (Correlacionados) <br> | Elementos (Correlacionados) <br> | Elementos (Correlacionados) <br> | Elementos (Correlacionados) <br> |
| Linguagem                | | Elementos (Correlacionados) <br> | Elementos (Correlacionados) <br> | Elementos (Correlacionados) <br> | Elementos (Correlacionados) <br> | Elementos (Correlacionados) <br> | Elementos (Correlacionados) <br> | Elementos (Correlacionados) <br> |
| Controle Cognitivo       | Seleção de Gols; Atualização, Representação e Manutenção (Foco 1 de 2: Seleção de Objetivos)                    | Elementos (Correlacionados) <br> | Elementos (Correlacionados) <br> | Elementos (Correlacionados) <br> | Elementos (Correlacionados) <br> | Elementos (Correlacionados) <br> | Elementos (Correlacionados) <br> | Elementos (Correlacionados) <br> |
| Controle Cognitivo       | Seleção de Gols; Atualização, Representação e Manutenção (Foco 2 de 2: Atualização, Representação e Manutenção) | Elementos (Correlacionados) <br> | Elementos (Correlacionados) <br> | Elementos (Correlacionados) <br> | Elementos (Correlacionados) <br> | Elementos (Correlacionados) <br> | Elementos (Correlacionados) <br> | Elementos (Correlacionados) <br> |
| Controle Cognitivo       | Seleção de Resposta; Inibição/Supressão (Foco 1 de 2: Seleção de Resposta)                                      | Elementos (Correlacionados) <br> | Elementos (Correlacionados) <br> | Elementos (Correlacionados) <br> | Elementos (Correlacionados) <br> | Elementos (Correlacionados) <br> | Elementos (Correlacionados) <br> | Elementos (Correlacionados) <br> |
| Controle Cognitivo       | Seleção de Resposta; Inibição/Supressão (Foco 2 de 2: Inibição/Supressão)                                       | Elementos (Correlacionados) <br> | Elementos (Correlacionados) <br> | Elementos (Correlacionados) <br> | Elementos (Correlacionados) <br> | Elementos (Correlacionados) <br> | Elementos (Correlacionados) <br> | Elementos (Correlacionados) <br> |
| Controle Cognitivo       | Monitoramento de desempenho                                                                                     | Elementos (Correlacionados) <br> | Elementos (Correlacionados) <br> | Elementos (Correlacionados) <br> | Elementos (Correlacionados) <br> | Elementos (Correlacionados) <br> | Elementos (Correlacionados) <br> | Elementos (Correlacionados) <br> |
| Memória de trabalho      | Manutenção ativa                                                                                                | Elementos (Correlacionados) <br> | Elementos (Correlacionados) <br> | Elementos (Correlacionados) <br> | Elementos (Correlacionados) <br> | Elementos (Correlacionados) <br> | Elementos (Correlacionados) <br> | Elementos (Correlacionados) <br> |
| Memória de trabalho      | Atualização flexível                                                                                            | Elementos (Correlacionados) <br> | Elementos (Correlacionados) <br> | Elementos (Correlacionados) <br> | Elementos (Correlacionados) <br> | Elementos (Correlacionados) <br> | Elementos (Correlacionados) <br> | Elementos (Correlacionados) <br> |
| Memória de trabalho      | Capacidade limitada                                                                                             | Elementos (Correlacionados) <br> | Elementos (Correlacionados) <br> | Elementos (Correlacionados) <br> | Elementos (Correlacionados) <br> | Elementos (Correlacionados) <br> | Elementos (Correlacionados) <br> | Elementos (Correlacionados) <br> |
| Memória de trabalho      | Controle de interferência                                                                                       | Elementos (Correlacionados) <br> | Elementos (Correlacionados) <br> | Elementos (Correlacionados) <br> | Elementos (Correlacionados) <br> | Elementos (Correlacionados) <br> | Elementos (Correlacionados) <br> | Elementos (Correlacionados) <br> |

| Construir / Subconstruir            | Construir / Subconstruir           | Moléculas                        | Células                          | Circuitos Neurais                | Fisiologia                       | Comportamento                    | Auto-relatos                     | Paradigmas                       |
| ----------------------------------- | ---------------------------------- | -------------------------------- | -------------------------------- | -------------------------------- | -------------------------------- | -------------------------------- | -------------------------------- | -------------------------------- |
| Afiliação e Anexo                   | Afiliação e Anexo                  | Elementos (Correlacionados) <br> | Elementos (Correlacionados) <br> | Elementos (Correlacionados) <br> | Elementos (Correlacionados) <br> | Elementos (Correlacionados) <br> | Elementos (Correlacionados) <br> | Elementos (Correlacionados) <br> |
| Comunicação social                  | Recepção de Comunicação Facial     | Elementos (Correlacionados) <br> | Elementos (Correlacionados) <br> | Elementos (Correlacionados) <br> | Elementos (Correlacionados) <br> | Elementos (Correlacionados) <br> | Elementos (Correlacionados) <br> | Elementos (Correlacionados) <br> |
| Comunicação social                  | Produção de Comunicação Facial     | Elementos (Correlacionados) <br> | Elementos (Correlacionados) <br> | Elementos (Correlacionados) <br> | Elementos (Correlacionados) <br> | Elementos (Correlacionados) <br> | Elementos (Correlacionados) <br> | Elementos (Correlacionados) <br> |
| Comunicação social                  | Recepção de Comunicação Não Facial | Elementos (Correlacionados) <br> | Elementos (Correlacionados) <br> | Elementos (Correlacionados) <br> | Elementos (Correlacionados) <br> | Elementos (Correlacionados) <br> | Elementos (Correlacionados) <br> | Elementos (Correlacionados) <br> |
| Comunicação social                  | Produção de Comunicação Não Facial | Elementos (Correlacionados) <br> | Elementos (Correlacionados) <br> | Elementos (Correlacionados) <br> | Elementos (Correlacionados) <br> | Elementos (Correlacionados) <br> | Elementos (Correlacionados) <br> | Elementos (Correlacionados) <br> |
| Percepção e Compreensão de Si Mesmo | Agência                            | Elementos (Correlacionados) <br> | Elementos (Correlacionados) <br> | Elementos (Correlacionados) <br> | Elementos (Correlacionados) <br> | Elementos (Correlacionados) <br> | Elementos (Correlacionados) <br> | Elementos (Correlacionados) <br> |
| Percepção e Compreensão de Si Mesmo | Autoconhecimento                   | Elementos (Correlacionados) <br> | Elementos (Correlacionados) <br> | Elementos (Correlacionados) <br> | Elementos (Correlacionados) <br> | Elementos (Correlacionados) <br> | Elementos (Correlacionados) <br> | Elementos (Correlacionados) <br> |
| Percepção e Compreensão dos Outros  | Percepção de Animação              | Elementos (Correlacionados) <br> | Elementos (Correlacionados) <br> | Elementos (Correlacionados) <br> | Elementos (Correlacionados) <br> | Elementos (Correlacionados) <br> | Elementos (Correlacionados) <br> | Elementos (Correlacionados) <br> |
| Percepção e Compreensão dos Outros  | Percepção de Ação                  | Elementos (Correlacionados) <br> | Elementos (Correlacionados) <br> | Elementos (Correlacionados) <br> | Elementos (Correlacionados) <br> | Elementos (Correlacionados) <br> | Elementos (Correlacionados) <br> | Elementos (Correlacionados) <br> |
| Percepção e Compreensão dos Outros  | Entendendo os Estados Mentais      | Elementos (Correlacionados) <br> | Elementos (Correlacionados) <br> | Elementos (Correlacionados) <br> | Elementos (Correlacionados) <br> | Elementos (Correlacionados) <br> | Elementos (Correlacionados) <br> | Elementos (Correlacionados) <br> |

| Construir / Subconstruir | Construir / Subconstruir | Moléculas | Células | Circuitos Neurais | Fisiologia | Comportamento | Auto-relatos | Paradigmas |
| ------------------------ | ------------------------ | --- | --- | --- | --- | --- | --- | --- |
| Excitação                | Excitação                | ACh CRF Cytokine Dopamine GABA Ghrelin Glutamate Histamine OX Leptin NPY NE/NA Opioid Oxt Serotonin ADH                                                                                      | Basal forebrain nuclei aCeN Dorsal raphe Hypothalamus lateral perifornical dorsomedial LDT LC PPT Tuberomammillary nucleus Ventral tegmental area | Basal nuclei to cortical circuits Cholinergic & monoaminergic nuclei / projections aCeN to monoaminergic and basal forebrain cholinergic nuclei brainstem projections to basal forebrain nuclei projections to thalamic and cortical projections to midbrain and Pn reciprocoal projection Circadian & sleep-related circuits modulate arousal and are modulated by arousal Cortical circuits fronto-insular area 32 Hypothalamic to thalamic and cortical circuits Reciprocal hypothalamic Reciprocal NTS - aCeN | EEG EMG ERP fMRI Neural activity Sex-specific differences in arousal Autonomic BP Breathing EDA Heart rate Pupil size HPA axis ACTH CRF Glucocorticoid | Affective state Agitation Cognition Emotional reactivity Blinking Motivated behavior Motor activity Sensory reactivity Startle Waking | ADACL POMS arousal subscale Self-assessment mannequin | Cardiac pre-ejection period EDA HRV Psychomotor vigilance task Pupillometry |
| Ritmos Circadianos       | Ritmos Circadianos       | Serotonin Input Dopamine GABA Glutamate Melanopsin NPY PACAP SP SCN synchronizing & modulating agents ADH Calbindin cAMP cGMP NO Steroid hormones VIP Output ADH Cortisol GABA Melatonin VIP | Fibroblast ipRGC Medium spiny neuron Pars tuberalis cells Pinealocyte Rods and cones SCN "clock" cells                                            | Input Raphe to SCN projection retinal cell RHT retinogeniculate tract Output BL / hippocampus central extended amygdala ( aCeN / BNST ) HPA axis neuroendocrine cell groups hypothalamic OX projections PVN, DMH , subparaventricular zone, PVT SCN / PVN / SCG / pineal SNS / PNS Intrinsic to SCN SCN core/shell Seasonal SCN / PVN / SCG / pineal | Gene expression Neural activity Neurotransmitter | Drive-regulated behavior Locomotor activity Masking Neurobehavioral function Sleep-rated and waking behavior Sleep-wake | - Diary-based measures of daily regularity/rhythmicity (e.g., Social Rhythm Metric) - Morningness–eveningness questionnaire - Munich Chronotype Questionnaire - Phase, diurnal preference, chronotype (e.g., Horne-Ostberg, CTQ) - Sleepiness, alertness, well-being, mood | DLMO (phase estimate) Longitudinal Actigraphy Genetic approaches genome-wide association study candidate gene epigenomics circadian genomics (temporal gene expression) mutagenesis gene targeting quantitative trait locus |
| Sono-vigília             | Sono-vigília             | ACh Adenosine CRF Cytokine Dopamine GABA Galanin Glutamate Histamine OX NE/NA NPY Serotonin ADH                                                                                              | AH and basal forebrain Brainstem LC Raphe LDT / PPT VTA HACER hypothalamus PHR ( TMN ) Thalamus median thalamic nuclei Rt                         | NREM sleep ; forebrain basal forebrain and AH projections to arousal-promoting cell groups thalamocortical REM sleep ; brainstem mesopontine nuclei Wakefulness Arousal and Circadian Rhythms circuits also subserve wakefulness. | Brain metabolic activity Capacity for wakefulness under low stimulation EEG sleep spindle slow wave theta wave EMG EOG NREM sleep and REM sleep Physiologic measures of sleepiness, homeostatic sleep drive during waking Sex-specific sleep physiology Sleep hormones Sleep latency Temporal and topographic organization of... homeostatic sleep drive during sleep sleep dynamics Wakefulness | Intermediate/admixed sleep-wake states Rest-activity patterns Sensory arousal threshold Sleep co-sleeping deprivation and satiation inertia motor behaviors sex-specific behavior timing and variability Sleep-dependent neurobehavioral functions Wakefulness | Alertness Dream report Fatigue Insomnia severity index Sleep quality , restoration, quantity Sleep timing Sleep-modulated symptoms Sleepiness Specific sleep symptoms | Finger tapping motor sequence task Latency to persistent sleep Multiple sleep latency testing Non-REM sleep EEG slow wave activity Sleep spindle Total sleep time Wake time after sleep onset                               |

| Construir / Subconstruir | Construir / Subconstruir       | Moléculas                         | Células                          | Circuitos Neurais                                                                    | Fisiologia                         | Comportamento                                                                                          | Auto-relatos                                                     | Paradigmas                       |
| ------------------------ | ------------------------------ | --------------------------------- | -------------------------------- | ------------------------------------------------------------------------------------ | ---------------------------------- | --- | ---------------------------------------------------------------- | -------------------------------- |
| Ação Motora              | Planejamento de Ação e Seleção | n / D                             | n / D                            | Parietal cortex inferior posterior Premotor cortex STS SMA proper                    | n / D                              | Apraxia conceptual ideational ideomotor limb-kinetic                                                   | n / D                                                            | Go-before-you-know               |
| Ação Motora              | Dinâmica sensório-motora       | Elementos (Correlacionados) <br>  | Elementos (Correlacionados) <br> | Elementos (Correlacionados) <br>                                                     | Elementos (Correlacionados) <br>   | Elementos (Correlacionados) <br>                                                                       | Elementos (Correlacionados) <br>                                 | Elementos (Correlacionados) <br> |
| Ação Motora              | Iniciação                      | Elementos (Correlacionados) <br>  | Elementos (Correlacionados) <br> | Elementos (Correlacionados) <br>                                                     | Elementos (Correlacionados) <br>   | Elementos (Correlacionados) <br>                                                                       | Elementos (Correlacionados) <br>                                 | Elementos (Correlacionados) <br> |
| Ação Motora              | Execução                       | Elementos (Correlacionados) <br>  | Elementos (Correlacionados) <br> | Elementos (Correlacionados) <br>                                                     | Elementos (Correlacionados) <br>   | Elementos (Correlacionados) <br>                                                                       | Elementos (Correlacionados) <br>                                 | Elementos (Correlacionados) <br> |
| Ação Motora              | Inibição e Rescisão            | Elementos (Correlacionados) <br>  | Elementos (Correlacionados) <br> | Elementos (Correlacionados) <br>                                                     | Elementos (Correlacionados) <br>   | Elementos (Correlacionados) <br>                                                                       | Elementos (Correlacionados) <br>                                 | Elementos (Correlacionados) <br> |
| Agência e propriedade    | Agência e propriedade          | n / D                             | Mirror neuron                    | Cerebellum Corpus callosum IPL Sensorimotor-thalamus S1 SMA proper Pre-supplementary | Efference copy Readiness potential | Alien hand syndrome Functional movement disorder Neglect Perception of external control Stereotypy Tic | n / D                                                            | n / D                            |
| Hábito - Sensorimotor    | Hábito - Sensorimotor          | Dopamine GABA Glutamate Serotonin | n / D                            | Parietal association cortex Sensorimotor-basal ganglia                               | n / D                              | Compulsive behavior Stereotypy                                                                         | Rush video-based tic rating scale Yale Global Tic Severity Scale | 2-step task                      |
| Padrões Motores Inatos   | Padrões Motores Inatos         | n / D                             | n / D                            | Brainstem Hypothalamus Motor cortex Occulomotor system                               | Corneal reflex                     | Disinhibition of early motor reflexes Incontinent affect Startle Stereotypy                            | n / D                                                            | n / D                            |

Os domínios são provisórios: "É importante enfatizar que esses domínios e construções particulares são simplesmente pontos de partida que não são definitivos ou definidos em concreto". Além disso, subconstruções foram adicionadas a algumas construções. Por exemplo, Percepção Visual, Percepção Auditiva e Percepção Olfativa/Somatossensorial/Multimodal como subconstrutos do construto Percepção.

## Metodologia
A metodologia RDoC distingue-se dos sistemas tradicionais de critérios diagnósticos.
Ao contrário dos sistemas de diagnóstico convencionais (p.ex. DSM) que usam categorização, o RDoC é um “sistema dimensional” – ele se baseia em dimensões que “abrangem o intervalo de normal a anormal”.
Enquanto os sistemas de diagnóstico convencionais revisam incrementalmente e se baseiam em seus paradigmas preexistentes, “o RDoC é agnóstico sobre as categorias de transtornos atuais”. Documentos oficiais explicam esse recurso, escrevendo: “Em vez de começar com uma definição de doença e buscar seus fundamentos neurobiológicos, a RDoC começa com os entendimentos atuais das relações comportamento-cérebro e as vincula a fenômenos clínicos”.
Ao contrário dos sistemas de diagnóstico convencionais, que normalmente dependem apenas de auto-relato e medidas comportamentais, a estrutura RDoC tem o “objetivo explícito” de permitir que os investigadores acessem uma gama mais ampla de dados. Além de medidas de autorrelato ou medidas de comportamento, o RDoC também incorpora unidades de análise além daquelas encontradas no DSM – permitindo que o RDoC seja informado por insights sobre genes, moléculas, células, circuitos, fisiologia e paradigmas de larga escala. As primeiras abordagens baseadas em dados para fenótipos psiquiátricos transdiagnósticos contínuos baseados em RDoC predizem o prognóstico clínico em todo o diagnóstico e têm correlatos genéticos que não apenas em populações clínicas.